# Llista d'asteroides/178701-178800
| Nom      | Designació provisional | Data de descobriment   | Lloc de descobriment | Descobridor/s |
| -------- | ---------------------- | ---------------------- | -------------------- | ------------- |
| 178701 - | 2000 SY93              | 23 de setembre de 2000 | Socorro              | LINEAR        |
| 178702 - | 2000 SY100             | 23 de setembre de 2000 | Socorro              | LINEAR        |
| 178703 - | 2000 ST121             | 24 de setembre de 2000 | Socorro              | LINEAR        |
| 178704 - | 2000 SB133             | 23 de setembre de 2000 | Socorro              | LINEAR        |
| 178705 - | 2000 ST143             | 24 de setembre de 2000 | Socorro              | LINEAR        |
| 178706 - | 2000 SK168             | 23 de setembre de 2000 | Socorro              | LINEAR        |
| 178707 - | 2000 SW183             | 20 de setembre de 2000 | Haleakala            | NEAT          |
| 178708 - | 2000 SD195             | 24 de setembre de 2000 | Socorro              | LINEAR        |
| 178709 - | 2000 SO201             | 24 de setembre de 2000 | Socorro              | LINEAR        |
| 178710 - | 2000 SS207             | 24 de setembre de 2000 | Socorro              | LINEAR        |
| 178711 - | 2000 SL209             | 25 de setembre de 2000 | Socorro              | LINEAR        |
| 178712 - | 2000 SN220             | 26 de setembre de 2000 | Socorro              | LINEAR        |
| 178713 - | 2000 SG230             | 28 de setembre de 2000 | Socorro              | LINEAR        |
| 178714 - | 2000 SJ235             | 24 de setembre de 2000 | Socorro              | LINEAR        |
| 178715 - | 2000 SX236             | 24 de setembre de 2000 | Socorro              | LINEAR        |
| 178716 - | 2000 SW245             | 24 de setembre de 2000 | Socorro              | LINEAR        |
| 178717 - | 2000 SA260             | 24 de setembre de 2000 | Socorro              | LINEAR        |
| 178718 - | 2000 SQ260             | 24 de setembre de 2000 | Socorro              | LINEAR        |
| 178719 - | 2000 SV262             | 25 de setembre de 2000 | Socorro              | LINEAR        |
| 178720 - | 2000 SE263             | 25 de setembre de 2000 | Socorro              | LINEAR        |
| 178721 - | 2000 SZ264             | 26 de setembre de 2000 | Socorro              | LINEAR        |
| 178722 - | 2000 SL268             | 27 de setembre de 2000 | Socorro              | LINEAR        |
| 178723 - | 2000 SM272             | 28 de setembre de 2000 | Socorro              | LINEAR        |
| 178724 - | 2000 SW297             | 28 de setembre de 2000 | Socorro              | LINEAR        |
| 178725 - | 2000 SG298             | 28 de setembre de 2000 | Socorro              | LINEAR        |
| 178726 - | 2000 SZ298             | 28 de setembre de 2000 | Socorro              | LINEAR        |
| 178727 - | 2000 SA300             | 28 de setembre de 2000 | Socorro              | LINEAR        |
| 178728 - | 2000 SQ306             | 30 de setembre de 2000 | Socorro              | LINEAR        |
| 178729 - | 2000 SP311             | 27 de setembre de 2000 | Socorro              | LINEAR        |
| 178730 - | 2000 ST322             | 28 de setembre de 2000 | Kitt Peak            | Spacewatch    |
| 178731 - | 2000 SM340             | 24 de setembre de 2000 | Socorro              | LINEAR        |
| 178732 - | 2000 SJ351             | 29 de setembre de 2000 | Anderson Mesa        | LONEOS        |
| 178733 - | 2000 SP359             | 26 de setembre de 2000 | Anderson Mesa        | LONEOS        |
| 178734 - | 2000 TB2               | 3 d'octubre de 2000    | Bisei SG Center      | BATTeRS       |
| 178735 - | 2000 TN13              | 1 d'octubre de 2000    | Socorro              | LINEAR        |
| 178736 - | 2000 TH21              | 1 d'octubre de 2000    | Socorro              | LINEAR        |
| 178737 - | 2000 TG23              | 1 d'octubre de 2000    | Socorro              | LINEAR        |
| 178738 - | 2000 TG29              | 3 d'octubre de 2000    | Socorro              | LINEAR        |
| 178739 - | 2000 TT37              | 1 d'octubre de 2000    | Socorro              | LINEAR        |
| 178740 - | 2000 TG46              | 1 d'octubre de 2000    | Anderson Mesa        | LONEOS        |
| 178741 - | 2000 TK49              | 1 d'octubre de 2000    | Anderson Mesa        | LONEOS        |
| 178742 - | 2000 TF51              | 1 d'octubre de 2000    | Socorro              | LINEAR        |
| 178743 - | 2000 TF66              | 1 d'octubre de 2000    | Socorro              | LINEAR        |
| 178744 - | 2000 UK33              | 30 d'octubre de 2000   | Kitt Peak            | Spacewatch    |
| 178745 - | 2000 UF35              | 24 d'octubre de 2000   | Socorro              | LINEAR        |
| 178746 - | 2000 UL48              | 24 d'octubre de 2000   | Socorro              | LINEAR        |
| 178747 - | 2000 UT69              | 25 d'octubre de 2000   | Socorro              | LINEAR        |
| 178748 - | 2000 UL83              | 30 d'octubre de 2000   | Socorro              | LINEAR        |
| 178749 - | 2000 UO86              | 31 d'octubre de 2000   | Socorro              | LINEAR        |
| 178750 - | 2000 UO101             | 25 d'octubre de 2000   | Socorro              | LINEAR        |
| 178751 - | 2000 UE113             | 19 d'octubre de 2000   | Kitt Peak            | Spacewatch    |
| 178752 - | 2000 VO2               | 1 de novembre de 2000  | Ondřejov             | P. Pravec     |
| 178753 - | 2000 VN5               | 1 de novembre de 2000  | Socorro              | LINEAR        |
| 178754 - | 2000 VD14              | 1 de novembre de 2000  | Socorro              | LINEAR        |
| 178755 - | 2000 VL42              | 1 de novembre de 2000  | Socorro              | LINEAR        |
| 178756 - | 2000 VW42              | 1 de novembre de 2000  | Socorro              | LINEAR        |
| 178757 - | 2000 VA44              | 1 de novembre de 2000  | Socorro              | LINEAR        |
| 178758 - | 2000 VL45              | 1 de novembre de 2000  | Socorro              | LINEAR        |
| 178759 - | 2000 VC51              | 3 de novembre de 2000  | Socorro              | LINEAR        |
| 178760 - | 2000 VQ64              | 1 de novembre de 2000  | Socorro              | LINEAR        |
| 178761 - | 2000 WW3               | 19 de novembre de 2000 | Socorro              | LINEAR        |
| 178762 - | 2000 WN4               | 19 de novembre de 2000 | Socorro              | LINEAR        |
| 178763 - | 2000 WF5               | 19 de novembre de 2000 | Socorro              | LINEAR        |
| 178764 - | 2000 WM14              | 20 de novembre de 2000 | Socorro              | LINEAR        |
| 178765 - | 2000 WT14              | 20 de novembre de 2000 | Socorro              | LINEAR        |
| 178766 - | 2000 WP25              | 21 de novembre de 2000 | Socorro              | LINEAR        |
| 178767 - | 2000 WV45              | 21 de novembre de 2000 | Socorro              | LINEAR        |
| 178768 - | 2000 WK52              | 27 de novembre de 2000 | Kitt Peak            | Spacewatch    |
| 178769 - | 2000 WD57              | 21 de novembre de 2000 | Socorro              | LINEAR        |
| 178770 - | 2000 WY111             | 20 de novembre de 2000 | Socorro              | LINEAR        |
| 178771 - | 2000 WJ187             | 19 de novembre de 2000 | Anderson Mesa        | LONEOS        |
| 178772 - | 2000 WB189             | 18 de novembre de 2000 | Anderson Mesa        | LONEOS        |
| 178773 - | 2000 YH26              | 23 de desembre de 2000 | Socorro              | LINEAR        |
| 178774 - | 2000 YC52              | 30 de desembre de 2000 | Socorro              | LINEAR        |
| 178775 - | 2000 YR77              | 30 de desembre de 2000 | Socorro              | LINEAR        |
| 178776 - | 2000 YZ94              | 30 de desembre de 2000 | Socorro              | LINEAR        |
| 178777 - | 2000 YA108             | 30 de desembre de 2000 | Socorro              | LINEAR        |
| 178778 - | 2000 YC140             | 31 de desembre de 2000 | Anderson Mesa        | LONEOS        |
| 178779 - | 2001 AG13              | 2 de gener de 2001     | Socorro              | LINEAR        |
| 178780 - | 2001 AV29              | 4 de gener de 2001     | Socorro              | LINEAR        |
| 178781 - | 2001 AE34              | 4 de gener de 2001     | Socorro              | LINEAR        |
| 178782 - | 2001 AA46              | 15 de gener de 2001    | Socorro              | LINEAR        |
| 178783 - | 2001 BY2               | 18 de gener de 2001    | Socorro              | LINEAR        |
| 178784 - | 2001 BT3               | 18 de gener de 2001    | Socorro              | LINEAR        |
| 178785 - | 2001 BE83              | 21 de gener de 2001    | Socorro              | LINEAR        |
| 178786 - | 2001 CF24              | 1 de febrer de 2001    | Anderson Mesa        | LONEOS        |
| 178787 - | 2001 CR45              | 15 de febrer de 2001   | Socorro              | LINEAR        |
| 178788 - | 2001 CY49              | 3 de febrer de 2001    | Kitt Peak            | Spacewatch    |
| 178789 - | 2001 DE                | 16 de febrer de 2001   | Črni Vrh             | Črni Vrh      |
| 178790 - | 2001 DY1               | 16 de febrer de 2001   | Kitt Peak            | Spacewatch    |
| 178791 - | 2001 DU5               | 16 de febrer de 2001   | Socorro              | LINEAR        |
| 178792 - | 2001 DH14              | 19 de febrer de 2001   | Socorro              | LINEAR        |
| 178793 - | 2001 DX33              | 17 de febrer de 2001   | Socorro              | LINEAR        |
| 178794 - | 2001 DD47              | 19 de febrer de 2001   | Socorro              | LINEAR        |
| 178795 - | 2001 DQ66              | 19 de febrer de 2001   | Socorro              | LINEAR        |
| 178796 - | 2001 DQ86              | 27 de febrer de 2001   | Piszkéstető          | Piszkéstető   |
| 178797 - | 2001 DO92              | 19 de febrer de 2001   | Anderson Mesa        | LONEOS        |
| 178798 - | 2001 ED3               | 3 de març de 2001      | Kitt Peak            | Spacewatch    |
| 178799 - | 2001 EG4               | 2 de març de 2001      | Anderson Mesa        | LONEOS        |
| 178800 - | 2001 EB8               | 2 de març de 2001      | Anderson Mesa        | LONEOS        |